# Toyohashi

Toyohashi (豊橋市 Toyohashi-shi?) este un municipiu din Japonia, prefectura Aichi.